# Добосна (агрогородок)
Добосна (бел. До́басна) — агрогородок в Кировском района Могилёвской области Белоруссии. Расположена на реке Добысна, в 17 км к юго-востоку от г. Кировск, в 37 км от железно-дорожной станции Березино. Население в 2010 год составило 455 человек. В 5 км от деревни сохранился дворцово-парковый ансамбль Булгаков, который также называют "Добосна".

## История

### Великое княжество Литовское
Первое упоминание о Добосне относится к XV веку, когда великий князь Витовт отделил её от Бобруйской или Рогачёвской волостей и передал князю Дмитрию Семеновичу Секиру из Друскининкая. Позже Добосна вернулась в государственную казну, а в XVI веке перешла во владение шляхетскому роду Ходкевичей.
Согласно административно-территориальной реформе 1565—1566 годов д. Добосна вошла в состав Речицкого района Минского воеводства. В 1587 году она впервые упоминается как город.
В XVII веке Добосна принадлежала Шабловскому. В 1716 году Казимир Ян Сапега приобрел вотчинные права на имение у его владельца Александра Униховского. С того времени и до первой четверти XIX века деревня находилась во владении Сапег, но иногда передавалась в залог другим лицам.

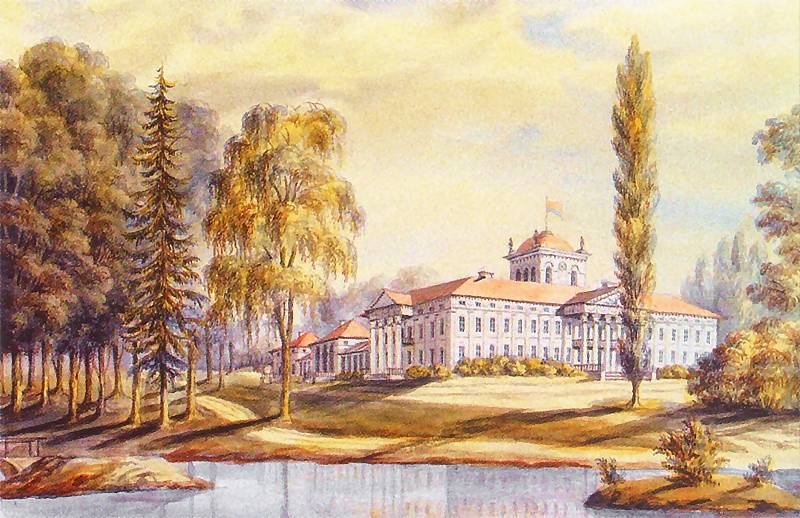

### Российская империя
В результате второго раздела Речи Посполитой в 1793 году Добосна вошла в состав Российской империи в Рогачёвском уезде Могилёвской губернии. К 1816 году здесь было 33 двора. Примерно в 1825 году, недалеко от Добосны, в фольварке Жилице, Эмануил Булгак начал строительство дворца. В 1839 году здесь был построен сахарный завод (работало 176 рабочих), который действовал до 1862 года. В 1864 году российские власти открыли в Добосне народную школу, где в 1889 году училось 80 учеников.
В 1880 году в фольварке был основан винокуренный завод, в 1881 году там работали 12 человек. В 1885 году в городе было 59 дворов, там возвели церковь, дважды в год проводили ярмарки. По переписи 1897 года в Добосне уже было 109 дворов, зернохранилище, 3 лавки и корчма. В 1910 году в Добосне запущена мельница с паровым двигателем. С 1911 году в школе открыта библиотека.
Во время Первой мировой войны, в 1918 году, Добосна была оккупирована войсками Германской империи.

### Новое время
25 марта 1918 года согласно 3-й Уставной грамоты Добосна была провозглашена частью Белорусской Народной Республики. 1 января 1919 года согласно постановлению I съезда Коммунистической партии Белоруссии она вошла в состав Белорусской ССР и 16 января вошла в состав РСФСР. В начале 1920-х годов в посёлке открылась 4-летняя школа (196 учеников в 1925 году). В 1924 году Добосна возвращена БССР и становится центром сельского совета. 26 марта 1925 года здесь образована сельскохозяйственная артель. 6 июня 1925 года начало работу потребительский кооператив. Статус посёлка был понижен до села. Во время Второй мировой войны с июня 1941 по июнь 1944 года Добосна находилась под оккупацией Третьего рейха.
2 августа 1954 года село вновь стало центром сельсовета. В 1986 году было 135 дворов, общеобразовательная школа, детский сад, больница, дом культуры, библиотека, машинный двор, мельница, почта, телефонная станция (с 1967 г.), сберкасса, аптека, 2 магазина.
В 2008 году Добосна получила официальный статус «агрогородка». В 2002 году здесь было 160 дворов, в 2007 году — 151.

## Население
- XIX век: 1816 год — 204 человек; 1885 год — 437 человек; 1897 год — 760 человек
- XX век: 1986 год — 385 человек
- XXI свек: 2002 год — 462 человек; 2007 год — 443 человек; 2010 год — 455 человек[4].

## Инфраструктура
В Добосне функционируют средняя школа, дошкольное учреждение, Дом культуры, библиотека, почта.

## Культура
- Историко-краеведческий музей в ГУО «Добоснянский учебно-педагогический комплекс детский сад-средняя школа»

## Достопримечательность
Около агрогородка Добосна расположен Дворцово-парковый ансамбль Булгаков